# Santa Majestat de Caldes de Montbui
La Santa Majestat de Caldes de Montbui és la imatge del Crist Majestat que es venera a l'església parroquial de Santa Maria de Caldes de Montbui. Actualment es troba al costat esquerre de la capella del Santíssim. La imatge actual és una reproducció de la imatge antiga que es va cremar el dia 21 de juliol de 1936 durant la Guerra Civil espanyola, a excepció del cap, que es va poder salvar del mig de les flames.

## L'antiga imatge de la Santa Majestat
La Santa Majestat de Caldes de Montbui era una imatge que mesurava 196 cm per 185 cm. La creu mesurava 380 cm per 203 cm. El gruix de la creu era de 5 cm i l'amplada de 32 cm. Els crítics d'art situen l'origen de la imatge entre els segles xii i xiii. La imatge del Crist Majestat portava una túnica amb mànigues i un mantell que anava de l'espatlla dreta baixant en diagonal pel damunt el pit. A l'altura de la cintura portava un cinyell que cenyia la túnica i el mantell al mateix temps. Els peus reposaven sobre un supedani i els braços estirats sobre la creu totalment horitzontals. El cap, conservat en la imatge actual, està lleugerament inclinat cap al costat dret, té els ulls oberts i les celles curvilínies, porta una llarga cabellera que cau sobre les espatlles i una barba decorada amb rínxols.

## La llegenda
Entre la població de Caldes de Montbui ha corregut la llegenda que la imatge va ser portada per una tribu bohemiana que l'utilitzaven com a passera per travessar rierols i torrents. Aquesta tribu es va instal·lar a Caldes amb la imatge. Un cop la tribu va decidir marxar de la població va resultar que la imatge va augmentar el seu pes. Davant la dificultat de traslladar-la d'un lloc a l'altre, la tribu va decidir deixar-la a la població. Està documentada la vinguda de tribus de l'Est d'Europa durant el segle xv a Catalunya, però no s'ha trobat cap document que relacioni l'arribada d'aquestes tribus i la imatge de la Santa Majestat. La llegenda hauria servit per donar explicació dels trets característics de l'art romà d'Orient de la imatge. En tot cas la primera referència documentada sobre la Santa Majestat és del segle xvii.

## L'actual imatge de la Santa Majestat
El dimarts dia 21 de juliol de 1936, gent armada va fer una foguera davant l'església on van cremar objectes de culte i imatges, entre elles la Santa Majestat. Però un vilatà va poder salvar el cap de la imatge de la foguera. El mes d'octubre de 1937 mossèn Ramon Giralt, vicari de la parròquia, va encomanar la reconstrucció de la imatge a l'escultor barceloní Josep Rius. Acabada la guerra es va recuperar el cap de l'antiga imatge i es col·locà a la nova. La nova reproducció va ser lliurada a la població el segon diumenge d'octubre de 1939, dia de la festa de la Santa Majestat.